# Рим (филм, 1972)
„Рим“ (на италиански: Roma) е италиански филм, драматична комедия от 1972 година на режисьора Федерико Фелини.

## Сюжет
Внимание:  Текстът по-долу разкрива сюжета на произведението (или части от него)!
Федерико Фелини разказва за младостта си в Рим. Филмът започва с дълго задръстване към града. Веднъж там се показват сцени, изобразяващи Рим по време на фашисткия режим през 30-те и 70-те години на XX век.
Младият Фелини се премества в оживена къща за гости, обитавана от необичайни хора (включително близък на Бенито Мусолини) и управлявана от болна жена със затлъстяване. Той посещава два публични дома – единият е порутен и претъпкан, а другият е по-стилен и луксозен – и изглежда, се влюбва в проститутка, работеща в последния. Показани са и други атракции в Рим, включително евтин театър на водевил, улици, тунели и древна катакомба със стенописи, които се разрушават от чистия въздух скоро след като багерите ги разкриват.
Най-известната сцена изобразява възрастна самотна благородничка, която провежда екстравагантно литургично модно ревю за кардинал и други гости със свещеници и монахини, дефилиращи във всякакви странни костюми. Филмът в крайна сметка завършва с група млади мотоциклетисти, каращи в града, и меланхоличен кадър на актрисата Ана Маняни, която снимачният екип среща на улицата по време на снимките и която ще почине няколко месеца след това.

## В ролите
| Актьор           | Роля                         |
| ---------------- | ---------------------------- |
| Питър Гонзалес   | Федерико Фелини на 18 години |
| Стефано Майоре   | Федерико Фелини като дете    |
| Фиона Флорънс    | Долорес, млада проститутка   |
| Брита Барнс      |                              |
| Пиа де Досес     | Принцеса Домицила            |
| Марн Мейтланд    | Водач в катакомбите          |
| Ренато Джованили | Кардинал Отавиани            |
| Елиза Майнарди   | Съпругата на аптекаря        |